# Australija – Američka Samoa 31:0
31:0 je ishod utakmice koja se 11. travnja 2001. odigrala između nogometnih reprezentacija Australije i Američke Samoe. Ovo je najveća pobjeda/najveći poraz u povijesti nogometnih reprezentacija pa je, toga radi, uvršten/a u Guinnessovu knjigu rekorda.
Igralo se u Coffs Harbouru, Australija.

## Okolnosti
Australija je u tom trenutku predstavljala najbolju reprezentaciju u zoni Oceanije, dok je Američka Samoa bila najgore rangirana od reprezentacija pod okriljem FIFA-e, te nikad nije bila ispod 192. mjesta (od 200). Australija je nakon ove utakmice upisala još dvije pobjede (radi se o izlučnim natjecanjima za SP 2002.), nad Fidžijem 2:0 i nad Samoom 11:0. Američka Samoa pretrpjela je još jedan poraz, od Tonge 5:0. Australija se kvalificirala sa stopostotnim učinkom.
Za SP 2010. Australija se prvi put bori pod okriljem AFC-a, dok je Američka Samoa ostala u OFC-u.

## Utakmica
| 11. travnja 2001. |           |                |                                                                |
| Australija | 31:0      | Američka Samoa | BCU International Stadium, Coffs Harbour Broj gledatelja: 3000 |
| Boutsianis 10' 50' 84' Thompson 12' 23' 27' 29' 32' 37' 42' 45' 56' 60' 65' 85' 88' Zdrilić 13' 21' 25' 33' 58' 66' 78' 89' A. Vidmar 14' 80' Popović 17' 19' Colosimo 51' 81' De Amicis 55' | Izvještaj |                | BCU International Stadium, Coffs Harbour Broj gledatelja: 3000 |

### Sastavi
- Australija: Michael Petković, Kevin Muscat, Craig Moore, Tony Popović, Tony Vidmar, Aurelio Vidmar, David Zdrilić, Steve Horvat, Con Boutsianis, Simon Colosimo, Archie Thompson; (iskorištene) zamjene Hayden Foxe, Scott Chipperfield, John Aloisi, Steve Corica, Fausto De Amicis, Lindsay Wilson, Scott Miller, Clint Bolton, Damian Mori; izbornik  Frank Farina
- Američka Samoa: Nicky Salapu, Lisi Leututu, Soe Falimaua, Lavalu Fatu, Sulifou Faaloua, Travis Sinapati, Sam Mulipola, Pati Feagiai, Ben Falaniko, Tiaoali Savea, Young Im Min; (iskorištene) zamjene Marshall Silao, Soga Maia, Darrel Ioana, Richard Mariko; izbornik  Tunoa Lui

## Vanjske poveznice
- Isječci iz utakmice